# Olga Kaniskina
Olga Nikolaevna Kaniskina (em russo:  Ольга Николаевна Каниськина; Napolnaya Tavla, 19 de janeiro de 1985) é uma atleta marchadora russa, campeã olímpica e mundial da marcha atlética de 20 km. Em 2016, teve quatro medalhas, conquistadas anteriormente em Jogos Olímpicos, Campeonatos Mundiais e no Campeonato Europeu, cassadas por doping, num caso de multidopagem que envolveu diversos atletas russo da marcha.

## Carreira
Conseguiu proeminência ao conquistar a medalha de prata no Campeonato Europeu de Atletismo de 2006, realizado em Gotemburgo, na Suécia. No ano seguinte, no Mundial de Osaka no Japão, ela conquistou sua primeira medalha de ouro como campeã mundial da marcha de 20 km. Seu domínio na modalidade continuou em Pequim 2008, com o título olímpico numa prova disputada debaixo de chuva em que dominou desde o início, abrindo grande vantagem das demais competidoras e venceu em 1h26m31, um novo recorde olímpico. A vitória em Pequim lhe valeu uma condecoração dada pelo governo russo, uma apartamento e um carro novo. Mais cedo naquele ano, ela havia quebrado o recorde mundial da prova pela primeira vez - 1h25m11s - numa competição em Alder, na Rússia. A marca, entretanto não pode ser ratificada oficialmente, porque as regras da IAAF estabelecem ser necessário a presença de juízes internacionais na competição, o que não ocorreu na seletiva olímpica russa.
Kaniskina continuou seu completo domínio da marcha feminina em Berlim 2009, quando tornou-se a primeira atleta a ser bicampeã mundial nesta prova. Começou o ano de 2010 vencendo uma prova em Cracóvia, na Polônia, e em julho deste ano sagrou-se pela primeira vez campeã européia vencendo no Campeonato Europeu de Atletismo de Barcelona, Espanha.
Em Daegu 2011 ela se tornou tricampeã mundial da marcha de 20 km, a primeira mulher a consegui-lo, um feito que lhe deu um título maior, o de maior marchadora de todos os tempos, imbatível nesta prova desde o segundo lugar no Europeu de 2006, cinco anos antes, quando ainda tinha 21 anos.

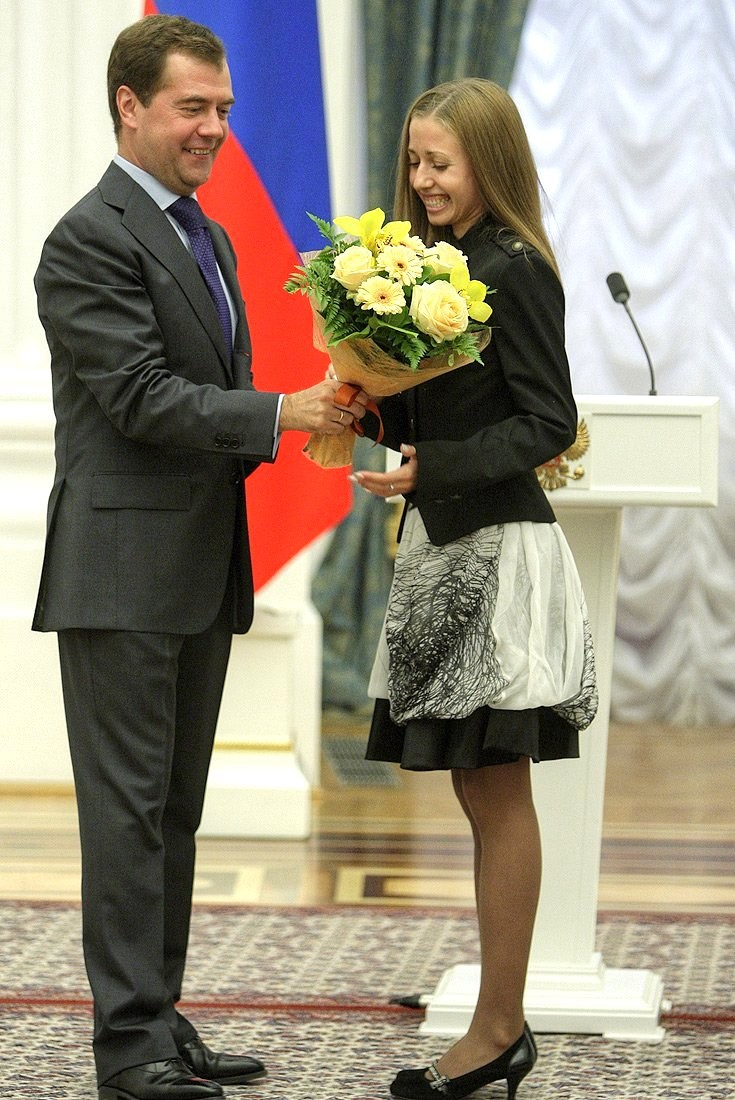
Olga Kaniskina sendo recebida pelo presidente russo Dmitry Medvedev após a conquista do bicampeonato mundial em Berlim. Moscou, setembro de 2009.

Kaniskina chegou para Londres 2012 como franca favorita, trazendo consigo o título de campeã olímpica em Pequim, de tricampeã mundial e de imbatível em todos os grandes eventos internacionais da marcha atlética disputados desde 2008. Na prova dos Jogos Olímpicos ela começou em seu estilo habitual, abrindo uma grande vantagem sobre as demais concorrentes, em busca da única marca oficial que lhe faltava, o recorde mundial.
Em maio, porém, Kaniskina havia sendo vencida na IAAF World Walking Cup, realizada em Saransk, na Rússia, pela compatriota Elena Lashmanova, de apenas 20 anos e campeã mundial júnior da prova. E foi na última volta do percurso olímpico, com Kaniskina com larga vantagem à frente, que Lashmanova começou a ganhar terreno metro a metro atrás da exausta Kaniskina que puxava um forte ritmo desde o início, para ultrapassá-la quando faltavam menos de cem metros da chegada e vencer a prova estabelecendo uma nova marca mundial de 1h25m02s. Kaniskina chegou em segundo em 1h25m09, apenas 1 s acima do recorde mundial quebrado, na melhor marca oficialmente reconhecida da vida.
Sua melhor marca nos 20 km, não-oficial, é inferior ao recorde mundial conseguido por Lashmanova em Londres. Ela tem a segunda melhor marca da história, 1h24m56s, atrás apenas da compatriota Olimpiada Ivanova com 1h24m50s. Entretanto, estas marcas de Kaniskina e Ivanova, por terem sido conseguidas em competições internas na Rússia sem a presença de juízes internacionais, como é exigido para homologação pela IAAF, faz com que elas não possam ser oficialmente consideradas como recordes mundiais.

## Doping
Em janeiro de 2015, junto com diversos outros marchadores e atletas russos campeões olímpicos, Kaniskina foi suspensa do atletismo pela RUSADA, a agência antidoping russa, por alegado doping de sangue. Este tipo de doping é verificado através de uma alteração no "passaporte biológico" do atleta. Kanishina foi suspensa por 3 anos e 2 meses, iniciando em outubro de 2012, com todos os seus resultados nos períodos de 15 de julho e 16 de setembro de 2009  e 30 de julho e 8 de novembro de 2011 anulados, o que incluiria suas duas medalhas de ouro de campeã mundial em Berlim 2009 e Daegu 2011. Como resultado da suspensão ela perdeu seu emprego como diretora do Centro de Treinamento de Marcha de Saransk, um dos mais modernos e bem equipados do mundo, uma posição em que tinha sido empossada menos de um mês antes.
Em 15 de março de 2015, a IAAF entrou com um recurso junto ao Tribunal Arbitral do Esporte, na Suíça, questionando a seletividade dos períodos de suspensão dados pela RUSADA a Kaniskina e demais atletas russos envolvidos, que a permitiam manter sua medalha de prata conquistada em Londres 2012. Em 24 de março de 2016, após a apelação da IAAF, o Tribunal Arbitral cassou todas as suas medalhas e resultados conquistados entre agosto de 2009 e 15 de outubro de 2012, período que também inclui um título europeu conquistado em Barcelona em 2010.